# Le Compa, le musée de l'agriculture
Le Compa, le musée de l'agriculture est un musée départemental situé à Mainvilliers (Eure-et-Loir) en limite de Chartres, en France, mêlant sciences, histoires, techniques et arts.
À travers 3 000 m2 d’exposition, il présente une collection de machines agricoles des années 1800 à 1960 racontant le cycle des opérations agricoles. Il aborde aussi les grandes questions d’actualité liées à l’agriculture, l’environnement et l’alimentation. Il organise fêtes, démonstrations, spectacles, concerts, rencontres et projections qui s’adressent à tous les publics. Ce fut le musée d’Eure-et-Loir le plus fréquenté, avec environ 40 000 visiteurs par an.
Fermé en mars 2020 lors de la crise sanitaire, le Compa rouvre ses portes au public en septembre 2022 à l'occasion des Journées du patrimoine.

## Historique

### Genèse
En 1977, le Syndicat national des entreprises de service et de distribution du machinisme agricole (SEDIMA) lance l’idée d’un musée national du machinisme agricole afin de sauver et montrer les machines et les outils d’une société rurale en pleine mutation. Commence dès lors une collecte de matériels agricoles datant de la révolution agricole de 1860 à 1950.
En 1981, un appel à candidatures est lancé pour choisir l’implantation du futur musée. Deux villes sont pressenties : Niort et Chartres. C’est Chartres qui sera choisie pour accueillir le Conservatoire national du machinisme et des pratiques agricoles (COMPA), consacré à la grande culture céréalière et à la mécanisation de l’agriculture. Pour soutenir cet engagement, l’association du Compa se crée.

### Implantation
Dès 1985, le conseil général d'Eure-et-Loir acquiert l’ancienne rotonde SNCF de réparation des locomotives à vapeur, datant de 1905 pour y implanter le Compa. Un lieu d’histoire, symbole de l’industrialisation et du progrès, dont l’architecture insolite permet de faire cohabiter thématiques rurales et urbaines.
La réhabilitation de la rotonde commence en 1989 et il faudra 18 mois pour lui redonner vie. Les structures métalliques existantes sont préservées et les immenses baies vitrées sont valorisées, créant un jeu de lumière et de transparence dans tout le bâtiment.

### Inauguration
Jack Lang, ministre de la Culture, Henri Nallet, ministre de l’Agriculture et Martial Taugourdeau, président du conseil général d'Eure-et-Loir et sénateur, inaugurent le 17 juillet 1990 ce nouveau musée contrôlé par la Direction des Musées de France.
Une soixantaine de machines y sont exposées. Abordée sous un angle historique et technique, le machinisme agricole est le sujet principal du nouvel espace muséal.

### Évolution
En 1995, le Conservatoire du machinisme et des pratiques agricoles devient le Conservatoire de l’agriculture, musée de société, d’histoire, d’art, des sciences et des techniques. Il s’ouvre à trois grands thèmes : l'agriculture, l'alimentation et l'environnement.
Le musée fête ses 10 ans en 2000. Il dépasse alors les 50 000 visiteurs par an.
Il est labellisé Musée de France en 2002.
En 2010, il fête ses 20 ans en organisant divers événements.

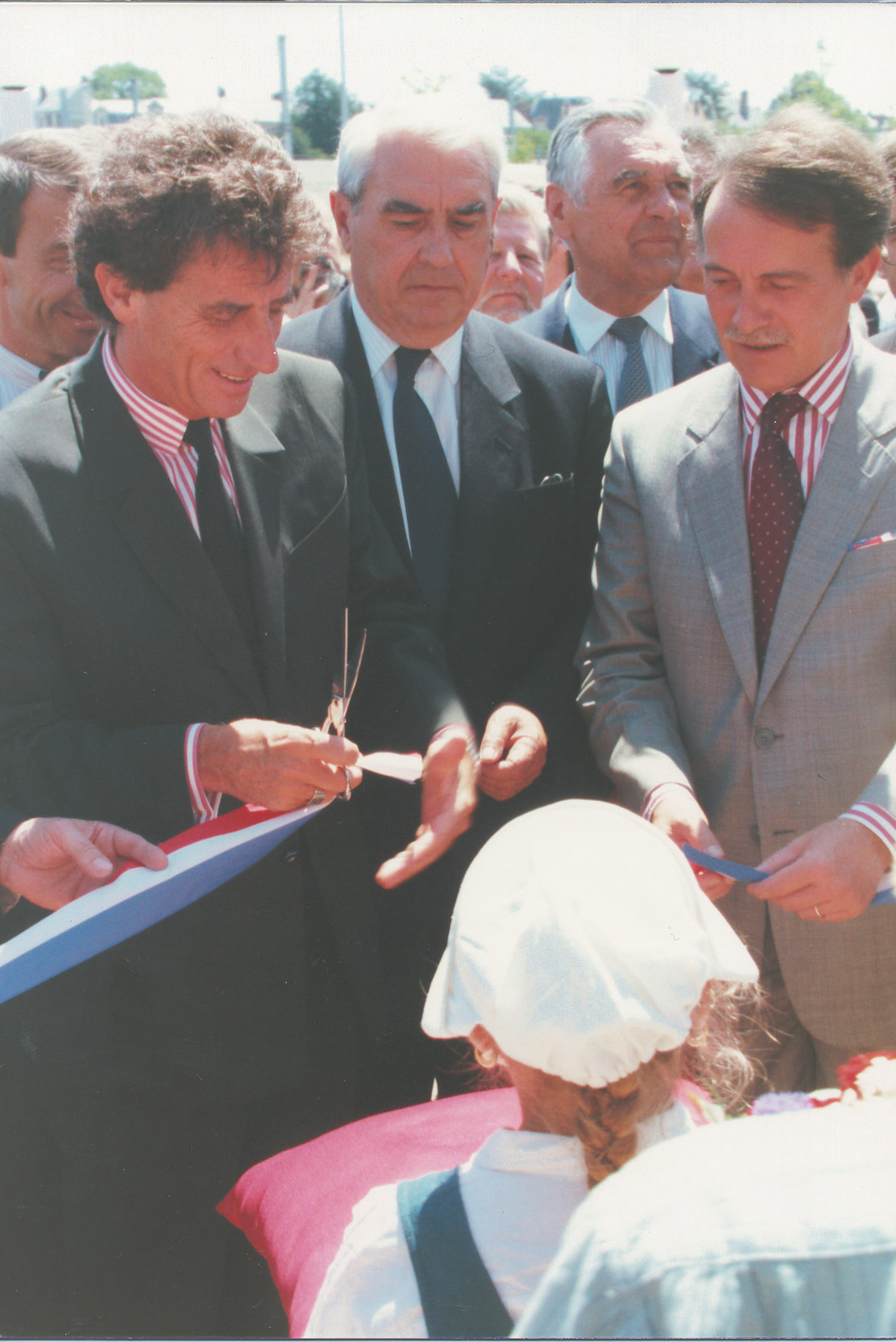
Inauguration du Compa en 1990.
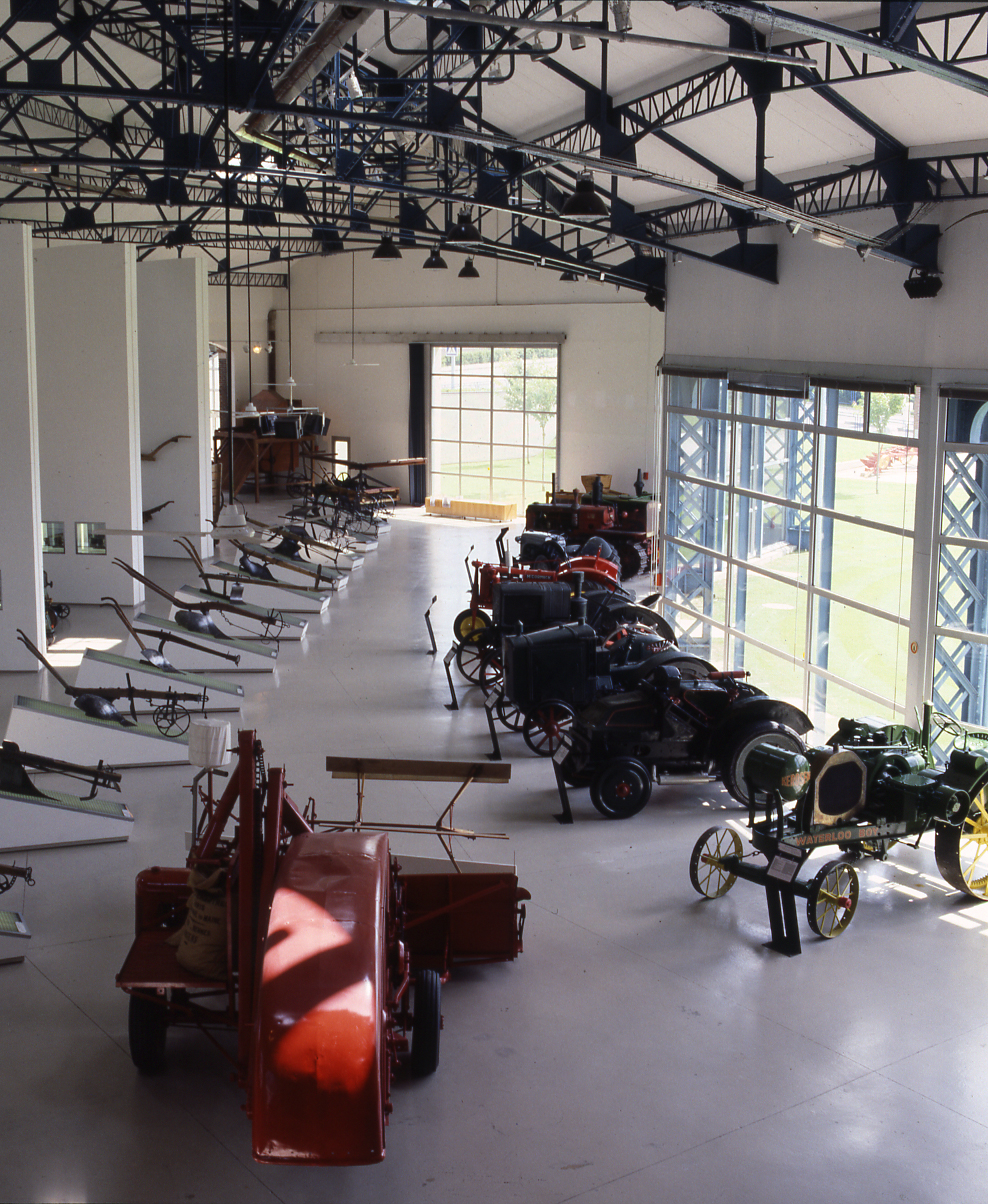
Intérieur du Compa à l'ouverture.
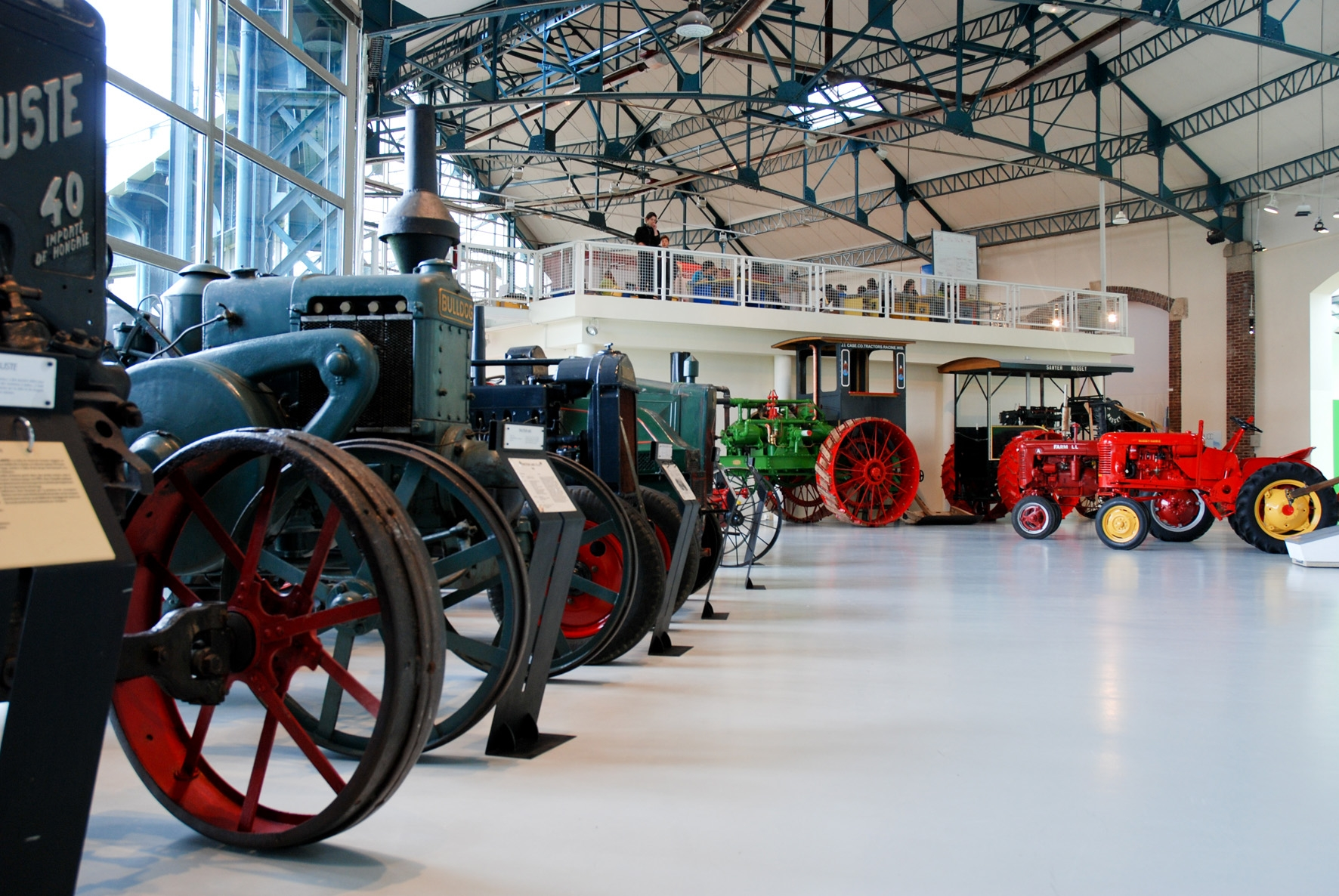
La galerie de tracteurs avant 2015.
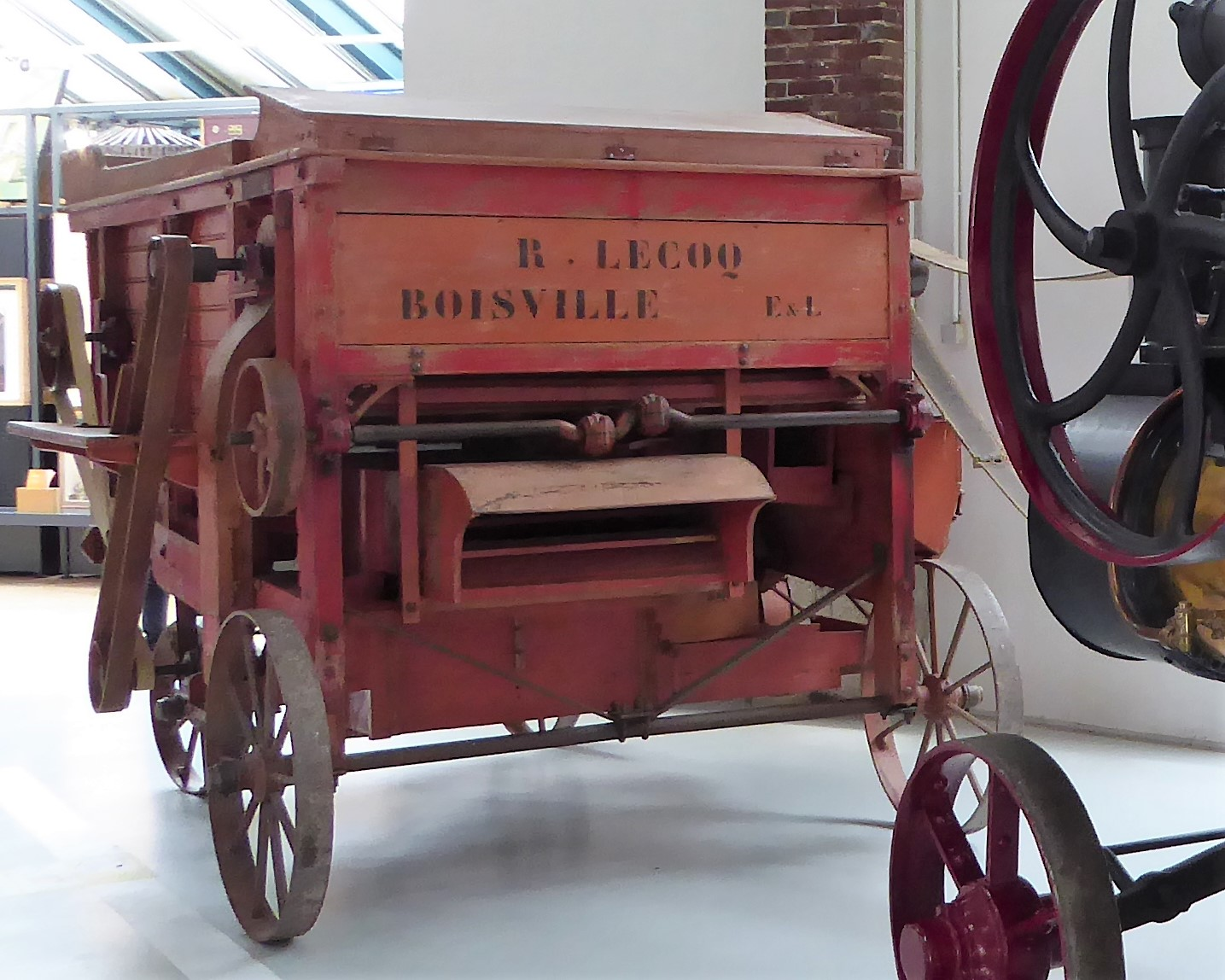
Batteuse « R. Lecoq Boisville E & L », vers 1930, exposée actuellement.

### Refonte du parcours muséographique
À la suite de la rénovation de 2016, Le Compa se déploie sur 3000 m² dans de nouveaux espaces :
- les Champs : les travaux agricoles au fil des saisons et une chronologie de l’agriculture et de la motorisation ;
- l’Almanach : plus de 250 pièces de collection racontent l'histoire du monde rural ;
- l’Album : spectacle audiovisuel comportant un  film des jours et des travaux agricoles ;
- l’Atlas : un espace sur les enjeux de l'agriculture aujourd'hui.

## Fréquentation
Plus de 980 000 visiteurs ont parcouru les espaces du Compa depuis son ouverture. Ce chiffre place le Compa en tête des établissements muséaux départementaux et parmi les premiers de la région Centre-Val de Loire. Il se classe en 43e position dans le classement général des musées de France et en 14e position pour l’accueil des publics (qualité des programmes, activités jeune public).
La fréquentation des visiteurs familiaux et individuels est majoritaire. Les visiteurs scolaires représentent 40 % de la fréquentation totale en 2017.
| Année | Entrées gratuites | Entrées payantes | Total  |
| ----- | ----------------- | ---------------- | ------ |
| 2001  | 0                 | 50 290           | 50 290 |
| 2002  | 0                 | 51 000           | 51 000 |
| 2003  | 37 912            | 14 688           | 52 600 |
| 2004  | 36 616            | 14 384           | 51 000 |
| 2005  | 34 031            | 16 969           | 51 000 |
| 2006  | 34 178            | 13 822           | 48 000 |
| 2007  | 42 556            | 12 144           | 54 700 |
| 2008  | 38 783            | 11 327           | 50 110 |
| 2009  | 44 290            | 7 332            | 51 622 |
| 2010  | 43 271            | 6 104            | 49 375 |
| 2011  | 44 118            | 5 155            | 49 273 |
| 2012  | 44 340            | 4 996            | 49 336 |
| 2013  | 44 280            | 5 128            | 49 408 |
| 2014  | 0                 | 0                | 0      |
| 2015  | 0                 | 0                | 0      |
| 2016  | 22 877            | 7 083            | 29 960 |
| 2017  | 18 664            | 8 755            | 27 419 |

## Activités

### Ateliers et événements

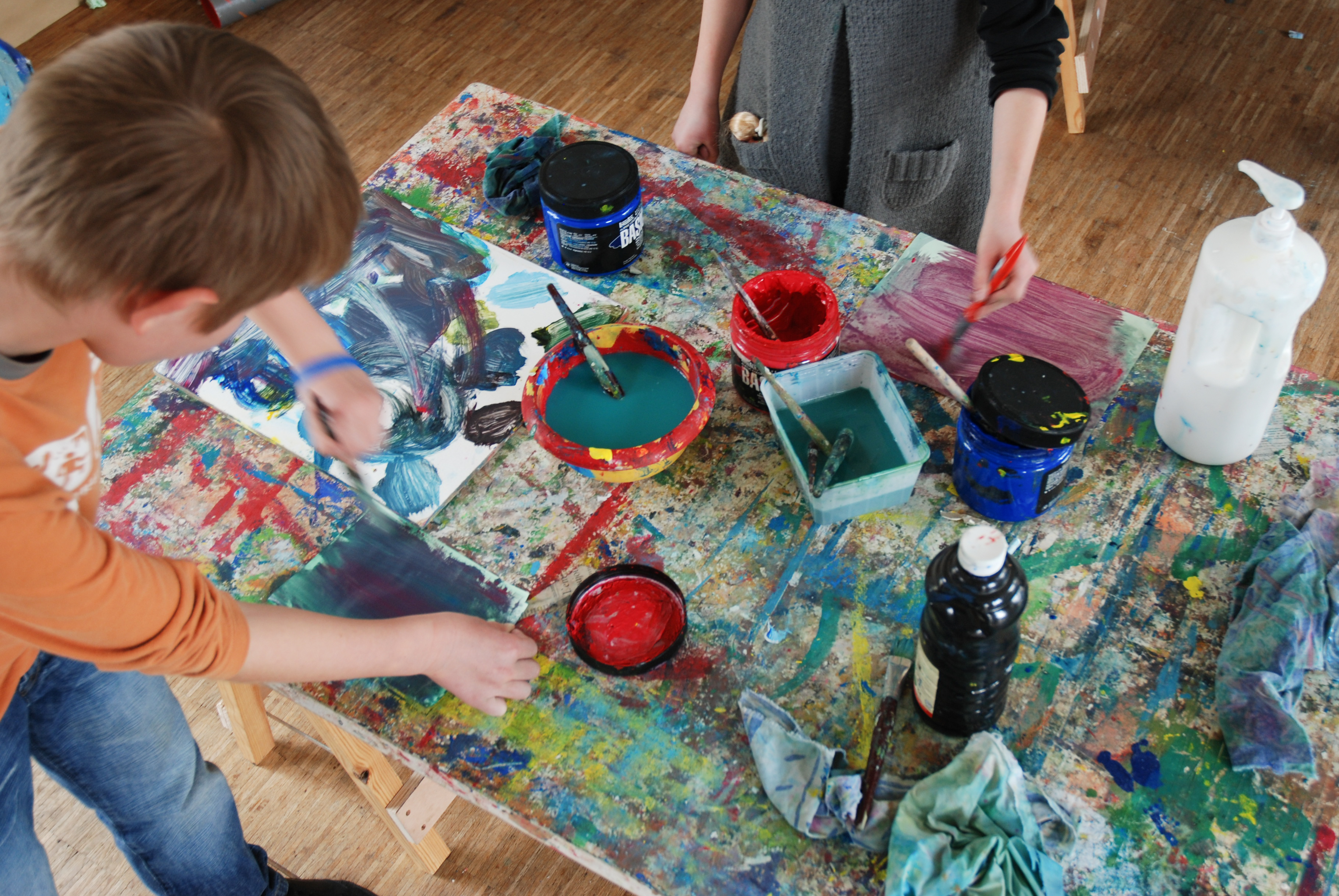
Les ateliers au musée

En complément des visites guidées, le Compa propose des ateliers et animations en direction de tous les publics.
Il propose de nombreux événements durant l’année : la Fête de la science, la Fête des tracteurs en juin (tous les deux ans) et la Fête de l’animal de ferme en septembre (tous les deux ans).

### L'exposition permanente
Le musée présente une exposition permanente de machines agricoles des années 1800 à 1960, parfois mises en marche et sorties lors de diverses occasions ou fêtes. Depuis son ouverture en 1990, le Compa n'a cessé d'enrichir ses collections ; d'une part part, grâce à une politique dynamique d'acquisitions, d'autre part grâce aux transferts des collections du musée de Ruralies (79) et d'Agropolis Museum (34) en 2012. Les collections sont ainsi passées d'environ 500 pièces au moment de l’ouverture et a aujourd'hui près de 8000 pièces dont 130 tracteurs, 200 machines, 800 outils, plus de 300 affiches, dessins techniques et planches de bandes dessinées, 2000 maquettes, modèles réduits, jouets et plus de 500 photographies.
La centaine de pièces exposées, souvent rares, raconte le cycle des opérations agricoles : une série de charrues, des moissonneuses-batteuses, une trépigneuse, une batteuse Merlin, une locomobile à vapeur de Vierzon ; les premiers tracteurs américains de 1910 à 1912, uniques en Europe (Case, Sawyer Massey), ceux du plan Marshall et des années 1950 (Farmall, Ford Ferguson, Société française de Vierzon), en passant par ceux de la Première Guerre mondiale (Moline, Waterloo-Boy) et les premiers Renault des années 1920.

### Les expositions temporaires

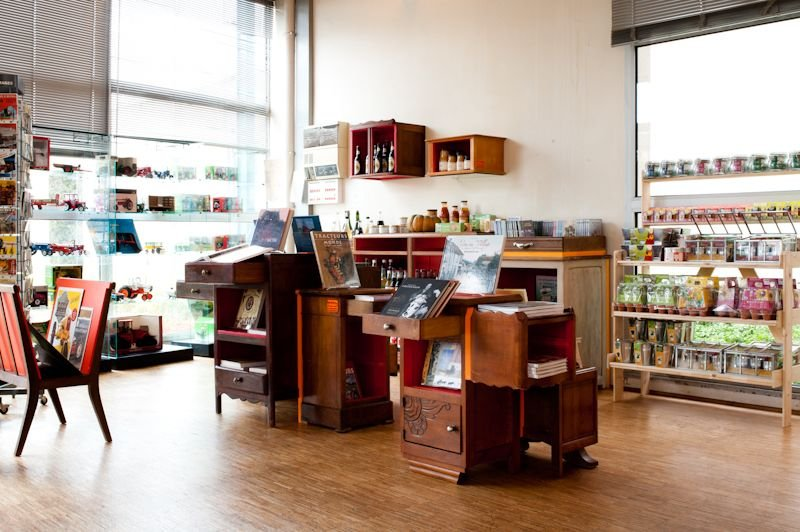
La boutique du musée

En plus de son exposition permanente, le musée met à l’affiche plusieurs thématiques chaque année avec sa politique d'expositions temporaires :
- « Japon, des rizières aux sushis », du 3 février au 2 juillet 2023[4].